# Bristol (Vermont)
Bristol è una città degli Stati Uniti d'America, nella contea di Addison, nello Stato del Vermont. La popolazione era di 3.894 abitanti nel censimento del 2010.